# Fundoja
Fundoja (románul: Fundoaia) falu Romániában, Hargita megyében.

## Története
Salamás része. 1956-ig adatai a községéhez voltak számítva. A trianoni békeszerződés előtt Csík vármegye Gyergyószentmiklósi járásához tartozott.

## Népessége
636 lakosa volt, ebből 611 román és 24 magyar.

## Vallások
Lakói közül 598-an ortodoxok, 24-en római katolikusok és 9-en baptisták.